# 수구당
수구당(守舊黨) 또는 사대당(事大黨)은 사대주의를 받들고 따르는 무리나 당파라는 뜻으로, 조선 후기에 청나라의 지도와 원조를 받아 급진개화파 운동에 반대 의사로 가로막는 온건개화 당파다. 전통을 지켜서 종주국인 청나라에 대한 충성을 주장해 정권의 유지를 헤아렸다.

## 개설
처음 중인 계급 사이에서 흡수되기 시작한 개화사상은 차츰 양반 관리들 사이에서도 관심의 대상이 되어갔다. 이들 양반 관리들 사이에는 청나라의 지도와 원조를 받아 이 개화 운동을 점진적으로 전개하자는 측과 일본 제국의 원조를 받아 어떤 비상수단을 써서 내정을 개혁하고 독립국가의 실리를 얻자는 일파가 있었다. 전자의 경우 당시 대표적인 정치가라고 할 만한 심순택·김홍집·김윤식·어윤중·민영익 등 온건개화파를 들 수 있으며, 이들을 보통 수구당이라 불렀다. 또한 수구당에는 온건개화파 이외에도 수구파인 심상훈·한규직·윤태준·민영목·민태호·조영하 등도 포함된다. 후자의 경우 소장 지식인층으로서 척족 민씨에게 압박받는 김옥균·박영효·홍영식·서재필·서광범 등 급진개화파를 들 수 있으며, 이들 일당을 보통 개화당(開化黨)이라 불렀다.
한편 강화도 조약 이래 척양·척왜를 주장하는 보수 세력의 반발이 거세어가는 중에 일본 제국의 발전상을 보고 하루빨리 개화하자는 개화파 또한 점점 확대되기 시작했다. 이들 개화파는 독립당을 형성하여 급진적인 국정개혁을 도모하려 했으며, 이에 대항하여 민비 일족을 중심으로 한 사대당이 출현해 서로 정권 장악을 위한 갈등을 일으켰다.
이 양파의 대립 투쟁 양상은 1882년(고종 19년)의 임오군란 이후 현저하게 격화되었으며, 1884년(고종 21년) 갑신정변으로 최고조에 도달하였다.

## 정파별 비교
위정척사파처럼 수구당으로 불리기도 했으나, 위정 척사 운동이 아닌 개화 운동을 전개하였고, 개화당과 수구당이 모두 실학에 바탕을 두고 있기 때문에 근본적으로 위정척사파와는 서로 다르다. 또한 사대당으로 불리기는 하나 청나라의 견해와 내정간섭에 전적으로 찬성하지는 않았다. 그에 따라 민씨 척족과 사대당, 수구당이 완전히 동일하지는 않다. 뒤에 수구당의 개화운동가들이 동도서기파의 주류를 이루게 된다.

## 같이 보기
- 개화당
- 수구파
- 위정척사파
- 갑신정변
- 동도서기

## 참고 자료
- 《글로벌 세계대백과사전》,  〈개화정책과 그 반향〉
- 《글로벌 세계대백과사전》,  〈개화파의 개혁운동〉